# Pier Maria Baldi
Pour les articles homonymes, voir Baldi.
Pier Maria Baldi (vers 1630 - 9 novembre 1686) est un peintre, architecte et dessinateur italien.
Il a accompagné Cosme de Médicis dans son voyage à travers l'Espagne, le Portugal, la France, la Belgique et la Hollande entre 1668 et 1669, dont il a laissé une riche collection de dessins avec des vues panoramiques des villes et villages traversés.

## Biographie
Né vers 1630 à Florence, Pier Maria Baldi se forme auprès de Baldassare Franceschini, dit le Volterrano. Il travaille avec son condisciple Cosimo Ulivelli dans les projets de Franceschini, décorant les pièces du Palazzo Giraldi, aujourd'hui Taddei, sur la via de' Ginori.

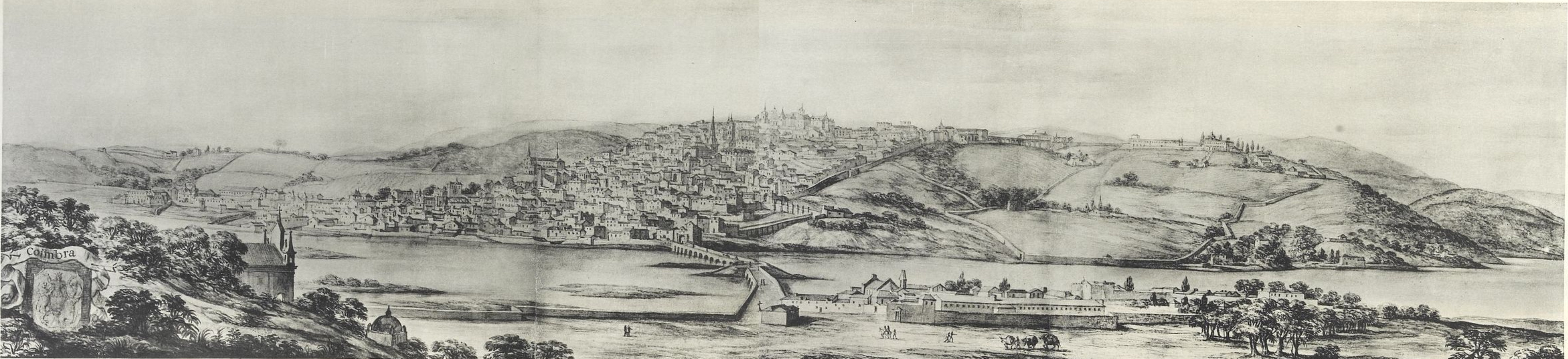
Vue de Coimbra.

En 1667, le grand duc Ferdinand II de Médicis recommande Pier Maria au Bernin et à Pierre de Cortone à Rome. De septembre 1668 à mars 1669, il est chambellan du futur Cosme III de Médicis, pendant que celui-ci parcourt l'Europe, notamment la France l'Espagne,, le Portugal, l'Irlande, l'Angleterre, les Pays-Bas. et la Belgique. Il a consigné des vues peintes et dessinées de ce voyage, conservées en deux volumes dans la Bibliothèque Laurentienne de Florence. Il s'agit d'une collection fascinante des lignes d'horizon des villes européennes au XVIIe siècle.

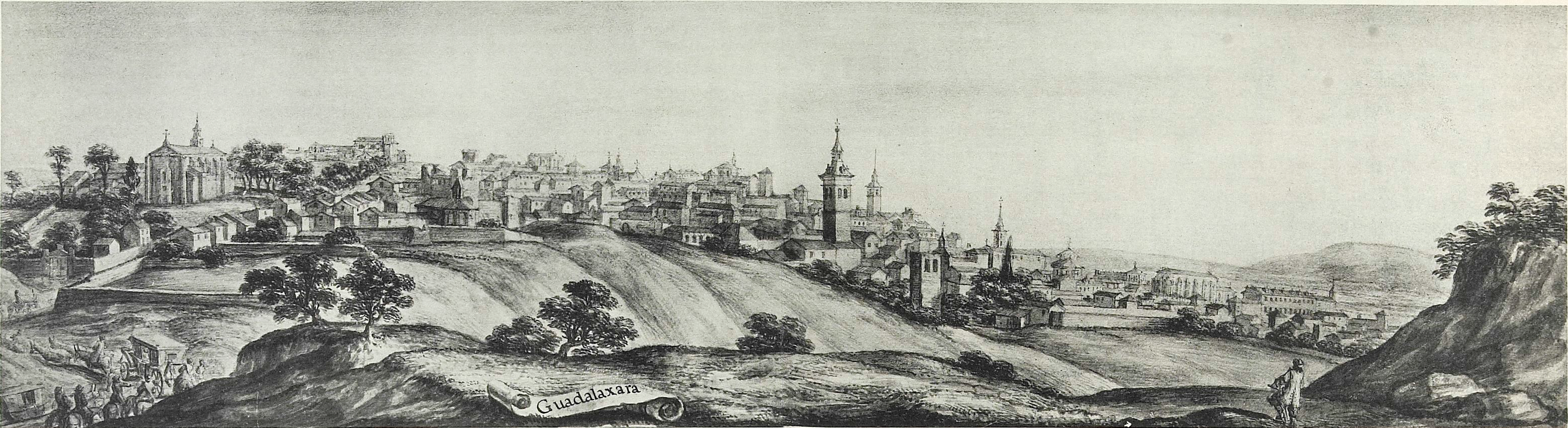
Vue de Guadalajara, Espagne.

Parmi ses œuvres à figures peintes figurent une Madone du Rosaire et Saint Dominique (vers 1684) pour le maître-autel de San Domenico al Maglio (appartenant aujourd'hui à la Scuola di Sanità Militare) et une lunette peinte à fresque du Baptême de Saint Augustin dans le premier cloître de la basilique Santo Spirito.

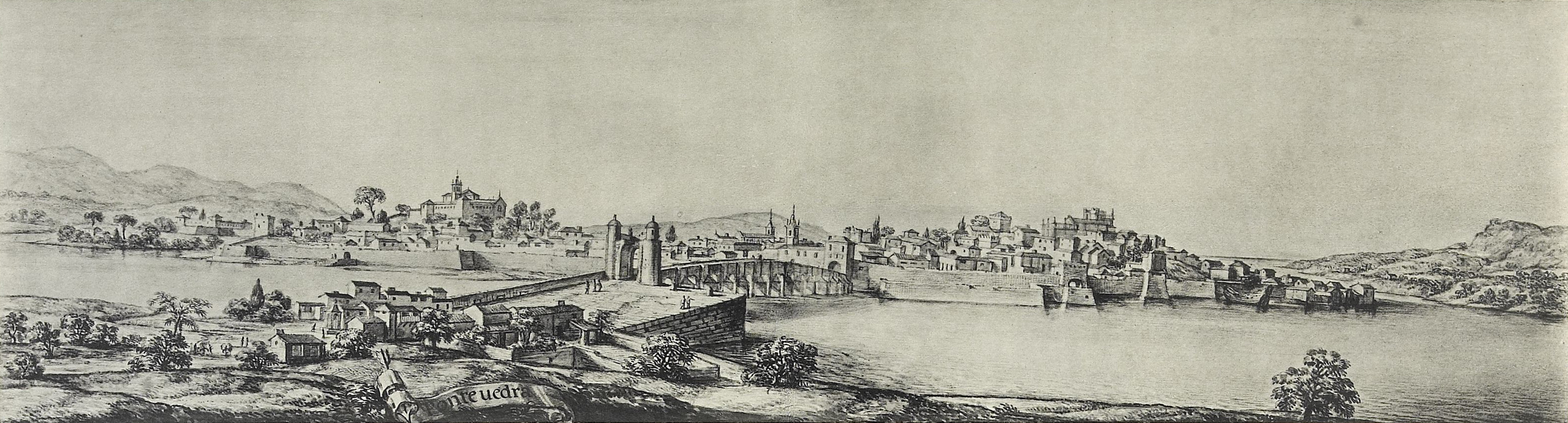
Vue de Pontevedra en 1669.

## Œuvres architecturaux
Il avait suivi une formation d'architecte auprès de Ferdinando Tacca et s'était joint à l'équipe de Tacca chargée d'agrandir le Palais Medici-Riccardi, qui avait été acheté par Gabriello Riccardi en 1659. De 1670 à 1684, Baldi conçoit pour lui l'extension du palais vers le nord, le long de la Via Larga. Le travail de représentation de Riccardi, a permis d'obtenir en 1670 la nomination de Baldi comme architecte en chef à la cour du Grand Duc Cosme III de Médicis. En 1673, Baldi conçoit la fontaine de la Place Santa Croce.
Il apporte la touche finale à la chapelle des Princes de Tacca à San Lorenzo. En 1679, il conçoit pour le Grand Duc l'église Santi Quirico, Lucia e Pietro d'Alcantara et le couvent des Frères mineurs réformés qui lui est rattaché. L'église se trouve près de la Villa dell'Ambrogiana des Médicis et y est reliée par un passage. En 1680, Baldi est reconnu comme surintendant des bâtiments et des fortifications de Livourne. Il a été enterré dans le cloître du couvent susmentionné.